# San Antonio del Coyote
San Antonio del Coyote es una localidad del estado mexicano de Coahuila. Es parte del municipio de Matamoros.

## Demografía
| Gráfica de evolución demográfica |
|                                  |

| Censo | Población |
| ----- | --------- |
| 1900  | 1 175     |
| 1910  | 698       |
| 1921  | 752       |
| 1930  | 924       |
| 1940  | 1 653     |
| 1950  | 1 795     |
| 1960  | 2 235     |
| 1970  | 2 551     |
| 1980  | 2 944     |
| 1990  | 7 993     |
| 2000  | 8 424     |
| 2010  | 9 653     |
| 2020  | 9 213     |